# Ефект Мізна-Шардена
Ефект Мізна-Шардена, або ефект пластини - характеристика детонації плоского листа вибухової речовини.

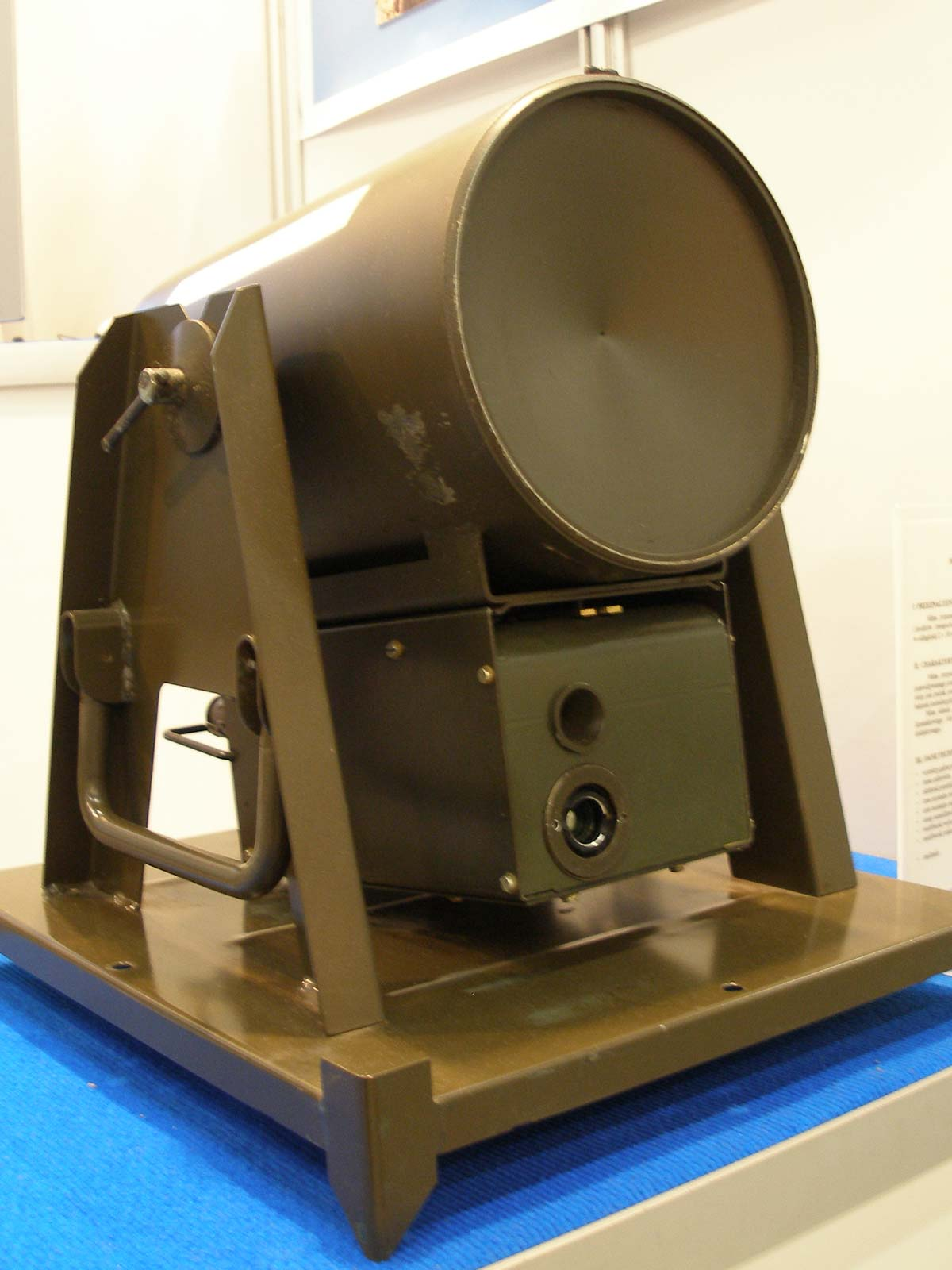
Міна MPB із циліндричною увігнутою боєголовкою з ефектом Мізна-Шардена

Від вибуху (плоского листа вибухової речовини) вибухові речовини поширюються безпосередньо від поверхні вибухової речовини та перпендикулярно до неї. На відміну від вибуху округленого заряду вибухові речовини, якого розширюється в усіх напрямках, вибух, створений плоским листом вибухової речовини, розширюється в основному перпендикулярно його площині в обох напрямках. Однак, якщо одна сторона підтримується важкою або нерухомою масою, більша частина вибуху (тобто більша частина газу, що швидко розширюється, і його кінетична енергія) буде відбита в напрямку від маси.
Ефект Мізна-Шардена вивчали та експериментували експерти з вибухівки Йожеф Мізнай, угорець, і Губерт Шардін, німець, які спочатку прагнули розробити більш ефективну протитанкову міну для нацистської Німеччини. Мізнай розробив дві зброї: протитанкову міну 43M TAK, бокову міну 44M LŐTAK і міну M93 Hornet. Цю зброю угорська армія використовувала в 1944—1945 роках.
Пізніше (більш нові для нас) були створені міни AT2 і M18 Claymore, які покладаються на цей ефект.
| Військова техніка | Це незавершена стаття з військових технологій та принципів роботи військової техніки. Ви можете допомогти проєкту, виправивши або дописавши її. |